# Юнацька збірна Болгарії з футболу (U-16)
Юнацька збірна Болгарії з футболу (U-16) — національна футбольна збірна Болгарії, що складається із гравців віком до 16 років. Керівництво командою здійснює Болгарський футбольний союз. Збірна може брати участь у товариських і регіональних змаганнях.
Формує найближчий кадровий резерв для основної юнацької збірної, команди до 17 років, яка може кваліфікуватися на Юнацький чемпіонат Європи з футболу (U-17). До зміни формату юнацьких чемпіонатів Європи у 2001 році саме команда 16-річних функціонувала як одна з основних юнацьких збірних і боролася за право участі у відповідній континентальній юнацькій першості з футболу, а до 1991 року — і на чемпіонаті світу U-16.

## Юнацький чемпіонат Європи (U-16)
| Рік  | Місце                             |
| ---- | --------------------------------- |
| 1982 | не кваліфікувалася                |
| 1984 | чвертьфінали / не кваліфікувалася |
| 1985 | груповий етап                     |
| 1986 | груповий етап                     |
| 1987 | груповий етап                     |
| 1988 | не кваліфікувалася                |
| 1989 | груповий етап                     |
| 1990 | не кваліфікувалася                |
| 1991 | груповий етап                     |
| 1992 | не кваліфікувалася                |
| 1993 | не кваліфікувалася                |
| 1994 | не кваліфікувалася                |
| 1995 | не кваліфікувалася                |
| 1996 | не кваліфікувалася                |
| 1997 | не кваліфікувалася                |
| 1998 | не кваліфікувалася                |
| 1999 | не кваліфікувалася                |
| 2000 | не кваліфікувалася                |
| 2001 | не кваліфікувалася                |